# Divadlo opery a baletu (Sofie)
Divadlo opery a baletu v Sofii (bulharsky: Национална опера и балет) je bulharská instituce pro operní a baletní představení v bulharském hlavním městě Sofii. Budova Národní opery a baletu má architekturu z roku 1921 ale postavena byla až mezi roky 1947 a 1953. Její adresa je: Bulvár Kníže Alexandar Dondukov (бул, Княз Александър Дондуков) 30, městský obvod Obořiště (Оборище), Sofie, Bulharsko. (София 1000, бул. „Дондуков" № 30).

## Historie opery
První operní společnost v Bulharsku byla založena v roce 1890 jako součást Divadelní a operní společnosti v Sofii (Столичната драматично-оперна трупа). V květnu 1891 se společnost rozdělila. Dramatická část se jako samostatný soubor nazývala Slza a smích (Сълза и смях)  a operní část jako Opera hlavního města Bulharska (Столична българска опера). Hrálo se dvanáct celých oper a výňatky z jedenácti oper, za účasti Bulharů, Čechů a Italů, s doprovodem (klavír, orchestr gardy, orchestr šestého pěchotního pluku a sbor Italské pěvecké společnosti). Představení měla nečekaný úspěch. Kvůli finančním potížím a nedostatku státní podpory však byla společnost dekretem z 1. října 1892 rozpuštěna.
Na počátku dvacátého století se zájem o operu znovu probudil a připravovalo se postavení operního domu v Sofii. Vznikla Bulharská operní společnost (Българската оперна дружба), která dne 18. října 1908 představila svou první zkušební prezentaci, výňatky z Gounodova Fausta a z Verdiho Trubadúra. Společnost byla oficiálně zaregistrována a začal se formovat řádný sbor. První úplná opera byla uvedena 5, června 1909 – Komedianti od Leoncavalla. V tomto období byla představena i první bulharská operní díla, mezi něž patří Chudačka (Сиромахкиня) Emanuila Manolova (Емануил Манолов), Kámen a Cena (Камен и Цена) Ivana Ivanova a Václava Kauckého (Иван Иванов и Вацлав Кауцки), Borislav (Борислав) od Georgiho Atanasova (Маестро Георги Атанасов) a Tahir Begovica (Тахир Беговица) od Dimitra Hadžigeorgieva (Димитър Хаджигеоргиев). Představení doprovázely vojenské dechové orchestry. V roce 1920 pak vznikl první orchestr s dvaatřiceti hudebníky na plný úvazek. Stálý soubor sólistů, sbor, orchestr, balet, technické a produkční týmy produkovaly, kromě koncertních programů, až deset operních a baletních premiér ročně. Postupně byl založen základní repertoár klasiků světové opery. Ve stejnou dobu začalo divadlo přitahovat bulharské skladatele, kteří vytvářeli nová národní díla. V národní opeře zahájili svou kariéru umělci 20. století jako Nikolaj Gjaurov (Nicolai Ghiaurov, Николай Гяуров), Nikola Gjuselev (Никола Гюзелев) a Gena Dimitrova (Гeна Димитpова), stejně jako pozdější zpěváci jako Irena Petkova (Ирена Петкова) a Kiril Manolov (Кирил Манолов).
Až do roku 1922 byla Bulharská operní společnost podporována prací a nadšením umělců, kterým se podařilo prokázat, že v Bulharsku existují podmínky pro operní umění. Boj o uznání byl korunován úspěchem – v roce 1922 se společnost stala státní s názvem Národní opera (Народна опера). Od roku 1923 byl několik let ředitelem Petko Naumov (Петко Наумов). Nehledě na přetrvávající problémy, útlum a krize, opera potvrdila svou veřejnou prestiž. Repertoár se stal rozmanitějším a nastínil své hlavní směry podle západoevropských klasiků i ruských a bulharských operních titulů. Posilovala profesionalita a snaha o výstavbu kompletního divadla. Byl založen také baletní soubor, který uvedl své první představení Coppélia v roce 1928 a společnost dostala své současné jméno Národní opera a balet. Nastoupila další generace mladých zpěváků, která se učila základním principům vokálu a herectví. Ivan Vulpe (Иван Вульпе) položil základy bulharské vokální pedagogiky a někteří z předních zpěváků spolu se svou jevištní aktivitou působili také jako pedagogové.
Ve 30. letech dvacátého století se do divadla zapojili slavní zpěváci Todor Mazarov (Тодор Мазаров), Tanya Tzokova (Таня Цокова), Rajna Stojanova (Райна Стоянова), Konstantin Karenin (Константин Каренин) a další. Velký význam měla tvůrčí činnost dirigenta Mojseje Zlatina (Мойсей Златин), který v repertoáru schválil linii ruských operních klasiků. Řadu let vedl hudební režii divadla Asen Najdenov (Асен Найденов). Inscenace režírovali Ilia Arnaudov (Илия Арнаудов), Dragan Krdžiev (Драган Кърджиев), Hristo Popov (Христо Попов) a scénografii Pencho Georgiev (Пенчо Георгиев), Ivan Penkov (Иван Пенков) a další. Mezi vedoucími souboru byli Vladimír Vasilev (Владимир Василев), Konstantin Sagaev (Константин Сагаев) a Petko Stajnov (Петко Стайнов). Významnou událostí bylo hostování Fjodora Šaljapina (Феодор Шаляпин) v roce 1934 v operách Boris Godunov a Kníže Igor v divadle Опера комик v Paříži a v neapolském divadle San Carlo. Mezi 100 premiér patří inscenace Kníže Igor, Boris Godunov, Chovanština, Sadko, Ivan Susanin, Pověst o neviditelném městě Kitěži a panně Fevronii, Nížina, Turandot, Werther, Don Pasquale, Lohengrin, Don Carlos, Prodaná nevěsta, Orfeus, Herodiada a Zlato Rýna. Vznikla také některá z klasických bulharských operních děl: Gergana (Гергана) od Georgiho Atanasova (Георги Атанасов), Car Kalojan od Pančo Vladigerova (Панчо Владигеров), Janiných devět bratrů (Янините девет братя) od Ljubomira Pipkova (Любомир Пипков), Ženská vláda (Женско царство) a Salambo (Саламбо) od Veselina Stojanova (Веселин Стоянов). Díky talentu a iniciativě prvních tvůrců se Sofijská opera od 35. let dvacátého století velmi rychle rozvíjela a vydala se na cestu divadel se staletou historií.
Za druhé světové války byla Sofie v roce 1944 bombardována a opera přestala fungovat. Brzy po válce však byla se státní pomocí obnovena. V roce 1945 se stal ředitelem bulharský skladatel Lubomír Pipkov (Любомир Пипков), od roku 1946 byl šéfdirigentem Asen Najdenov (Асен Найденов), uměleckým sekretářem - skladatel Georgi Dimitrov (Георги Димитров), dirigenti Asen Dimitrov (Асен Димитров), Atanas Margaritov (Атанас Маргаритов) a Michail Lefterov (Михаил Лефтеров), režiséři Boyan Danovski (Боян Дановски) a Ilija Ivanov (Илия Иванов), hlavní taneční mistr Анастас Петров (Анастас Петров). Státní dotace byly v období po roce 1945 zvýšeny, takže bylo možné kompletně dokončit všechny provozy a věnovat zvýšenou pozornost zlepšování kvality jevištní produkce. Spolu s bulharskými umělci se na tvorbě inscenací podíleli i někteří významní mistři ruské opery, jako byli režiséři Pavel Rumjancev (Павел Румянцев) a Boris Pokrovskij (Борис Покровски) nebo baletní mistři Nina Anisimova (Нина Анисимова) a Nikolaj Kolfin (Николай Холфин). S inscenacemi Vojna a mír (Война и мир) a zejména Chovanštinou (Хованщина)  režiséra Borise Pokrovského (Борис Покровски) se opera představila také evropskému publiku a prokázala vysokou úroveň své umělecké tvořivosti.
Na konci čtyřicátých let dvacátého století vstoupili do divadla noví dirigenti, zpěváci, tanečníci, scénografové. Většina z nich se specializovala nebo cvičila v SSSR a někteří ve velkých evropských hudebních institutech. V té době vytvářeli režiséři své první inscenace – Michail Hadžmišev (Михаил Хаджимишев) a Petr Ščerbanov (Петър Щърбанов), následovali Emil Bošnakov (Емил Бошнаков) a Nikolaj Nikolov (Николай Николов). Spolu s nimi spolupracovali dirigenti Emil Karamanov (Емил Караманов), Radosveta Bojadžieva (Радосвета Бояджиева), Vasil Kazandžiev (Васил Казанджиев) a další.
V několika dalších desetiletích se postupně etablovala generace významných umělců. Jejich tvůrčí činnost byla důležitou etapou bulharské opery a umění. V návaznosti na tradici zakladatelů vytvářeli divadlo s účastí zpěváků, sboru, orchestru i baletu. To se osvědčilo při návštěvách v zemích s dlouhými tradicemi v operním umění, jako je Rakousko, Francie a Itálie. Noviny Wiener Zeitung napsaly: Triumf divadelního souboru. Byli jsme svědky výjimečného pěveckého souboru, ve kterém není vidět žádná slabost.
Operní soubor, pěvecký sbor, orchestr a balet vystupují na jevištích v zahraničí i samostatně. Sbor vystupoval s krásnou slovanskou show,  prováděl sólové koncerty s operou, církevní slovanskou a sborovou hudbou a na pozvání Herberta von Karajana vystoupil i na Salcburském festivalu.
V roce 2000 společnost spoluorganizovala dvanáctou mezinárodní pěveckou soutěž Borise Christova pro mladé operní zpěváky.

## Repertoár
Mezi nejvýznamnější inscenace patří:  Aida (1951, 1972), Faust (1955), Kouzelná flétna (1957), Fidelio (1957), Othelo (1953), Bludný Holanďan (1959), Don Carlos (1960), Manon (1960), Turandot (1961), Don Giovanni (1963), Tosca (1963, 1972), Bohéma (1966), Nabucco (1967), Lohengrin (1968), Popelka (1968), Macbeth (1974), Andrea Chénier (1976), Italka v Alžíru (1980), Mefistofeles  (1982), Tannhäuser (1983), Norma (1983). Z ruských klasiků to jsou:  Boris Godunov (1965, 1971, 1983), Piková dáma (1955, 1973), Kníže Igor (1964, 1974), Evžen Onegin (1970) a další.
Na svém prvním turné v Moskvě představilo divadlo operu bulharského skladatele Ljubomira Pipkova Momčil (Любомир Пипков, "Момчил"). Následovaly premiéry děl Marina Goleminova (Марин Големинов), Paraškeva Hadžieva (Парашкев Хаджиев) a dalších.
Repertoár historicky inklinoval k upřednostňování italských a francouzských oper a k wagnerovské tradicí. Režisér Plamen Kartalov (Пламен Карталов) nastudoval Wagnerův cyklus Prsten Nibelungův a to s výhradně bulharským obsazením. Následoval Parsifal a Tristan a Isolda. Celý cyklus byl proveden v Sofii a v Moskvě během roku 2018.

## Historie baletu
Od prvního baletního představení, Coppélie v roce 1928, uplynulo mnoho let. Za méně než století se bulharští umělci mohou srovnávat s těmi nejlepšími tanečníky. Kromě současného repertoáru si skupina udržuje portfolio téměř třiceti klasických titulů, které se považují za finančně a kreativně nejobtížnější. Mezi ně patří Louskáček, Labutí jezero, Giselle, Don Quijote, La Bayadère, Šípková Růženka, Romeo a Julie, Dáma s kaméliemi, Šeherezáda, Řek Zorba, Carmen, Rhapsody in Blue, Sylfida, Popelka a další. Podle tohoto ukazatele lze balet ze Sofie srovnávat s předními divadly, jako jsou Bolshoi, Mariinsky, Grand Opera, Covent Garden. Absolventi bulharské taneční školy jsou dnes na předních pozicích v největších souborech světa. Soubor spolupracuje s předními zahraničními choreografy a režiséry.
Ve Varně byla založena první mezinárodní baletní soutěž na světě, která v roce 2014 oslavila 50. výročí svého vzniku.
Baletní soubor nabízí minimálně dvě premiéry ročně – od klasického i současného repertoáru až po bulharskou klasiku.
Od sezony 2014/2015 patří balet Sofie Opera do mezinárodní skupiny souborů, které mají nové přírůstky z Japonska, Velké Británie, Itálie, Francie, Švédska, Moldavska a Albánie.

## Budova
Historie budovy začala v roce 1921, kdy Agrární unie Bulharska, BZNS  (Български земеделски народен съюз, БЗНС, „Врабча 1“) koupila z prostředků stavebního fondu unie („Съюзна сграда") pozemek pro stavbu budovy technického učiliště v Sofii. Alexandr Stambolijský (Александър Стамболийски), tehdejší premiér Bulharska, který se právě vrátil ze svého „stodenního“ turné po západní Evropě, jmenoval svého přítele, Lazara Paraškevanova (Лазар Парашкеванов), autorem, architektem a ředitelem budoucího domu BZNS. Podle požadavků měla budova poskytovat výstavní haly pro zemědělské a průmyslové produkty, kongresový sál s 2500 místy, rozsáhlé bankovní zázemí, kanceláře, zasedací místnosti, čítárnu, muzeum, ložnice a spojenecký hotel s restauraci. Měla být vybudována s působivými předními vchody, výtahy, mramorovým schodištěm, bohatou architekturou interiéru a exteriéru, impozantní kamennou fasádou a dalšími stavebními materiály bulharského původu v ulici Vrabča (Врабча) 1. Lazar Paraškevanov (Лазар Парашкеванов) po několika přerušeních svého vzdělávání v důsledku vojenských účastí na balkánských válkách a v první světové válce, promoval v Praze v roce 1920. Stal se stavebním inženýrem a architektem, byl nabitý energií a znalostmi moderních trendů evropské architektury. Po důkladném prozkoumání terénu, vypracování koncepčních náčrtů a stanovení řady podrobností ke stavbě, své plány budoucího paláce na podzim roku 1922 představil. Premiér byl ohromen a fascinován, zejména výkresem mimořádně moderní fasády budoucího domu a vydal příkaz k zahájení stavby ihned se zahájením nové stavební sezóny na jaře příštího roku. Naneštěstí byl příští rok 1923  poznamenán vojenským převratem 9. července 1923. Premiér Stambolijský byl zavražděn, projekt se zastavil a propadl se do mlhy sociálních a politických otřesů.
Ke stavbě budovy se BZNS vrátila až v roce 1947  Paraškevanov byl znovu zvolen hlavním architektem a vedoucím stavby unijního domu podle plánů schválených Stambolijským před více než 30 lety. Vlivem nových požadavků na rozvoj sousedství a změněné sociálně-politické situace však bylo nutné původní projekt přepracovat. Mezitím byl totiž bulvár "Dondukov" obsazen dvěma obrovskými budovami. Domem Vojenského nakladatelského fondu, šestipodlažním obytným domem v rohu ulice "Rakovského" a ještě některými menšími budovami podél ulic "Paříž" a "Vrabča" pro potřeby vládců společnosti. Nově se také řešilo centrální postavení hlavní osy budovy a vstup do ní. Podle původních plánů z roku 1922, doprovázených kresbou supermoderní fasády budoucí unijní budovy, byly centrální fasáda a hlavní vchody do kongresového sálu umístěny na bulváru "Dondukov". Paraškevanov navrhl revoluční řešení, kterým převrátil své původní plány o 180 stupňů a hlavní vstup do budovy umístil do tiché a klidné ulice "Vrabča", která měla převzít tvář budoucího domovského sídla Unie. Toto řešení bylo přijato jako jediné správné a úměrně k tomu byl projekt přepracován. Stavba byla zahájena roku 1947 položením základního kamene a začala rozsáhlá výstavba na území uzavřeném ulicemi Vrabča (Врабча), Paříž (Париж), Rakovsky (Раковски) a bulvárem Dondukov (Дондуков). V průběhu roku 1948 bylo dokončeno zajištění sousedních domů a ulic, prováděly se konstrukce suterénu a některé podlahy.
Ke konci roku 1948 se objevily zvěsti o záměrech vedení opery najmout si budovu pro divadlo, pokud to vyhoví jejich specifickým požadavkům. 7. února 1949 tuto skutečnost stálý výbor BZNS potvrdil. V březnu 1949 se Rada ministrů rozhodla budovu přizpůsobit požadavkům Národní opery. Hlediště pro 1500 diváků, maskérnu, sklad dekorací a restauraci s kavárnou. Třetí balkon v opeře vyžadoval odstranit knihovny a studovny. Všechny již postavené části budovy bylo nutné odstranit a vytvořit nový, třetí projekt. Tato okolnost vyžadovala další rychlé přepracování všech výkresů navazujících na nový architektonický plán. Výkresy změn a podrobností šly okamžitě do realizace, aby nedošlo k narušení plánovaných stavebních prací. Interiér vyzdobil tým umělců vedený Dečkem Uzunovem (Дечко Узунов). Mezi ně patří Ruska Marinova (Руска Маринова), Mario Žekov (Марио Жеков), Iliya Petrov (Илия Петров), Vasil Stojlov (Васил Стоилов), Nenko Balkanski (Ненко Балкански), sochařské práce a reliéfy jsou dílem Nikolaje Šmirgely (Николай Шмиргела), Stoju Todorova (Стою Тодоров), Marko Markova (Марко Марков), Pando Kiselinčeva (Пандо Киселинчев) a Ivana Isajeva (Иван Исайев). Stavba byla dokončena v roce 1953. Otevření na podzim roku 1953 koncertem Todora Mazarova (Тодор Мазаров). Dirigentem byl tehdy světově proslulý Hermann Abendroth, který řídil části Beethovenovy opery Fidelio. Speciální komise ještě prověřovala akustiku operního sálu a bylo zjištěno, že se řadí mezi divadla s nejlepší akustikou v Evropě. Téměř současně s Národní operou byla otevřena i restaurace a kavárna "Opera"